# Lúcia dos Santos

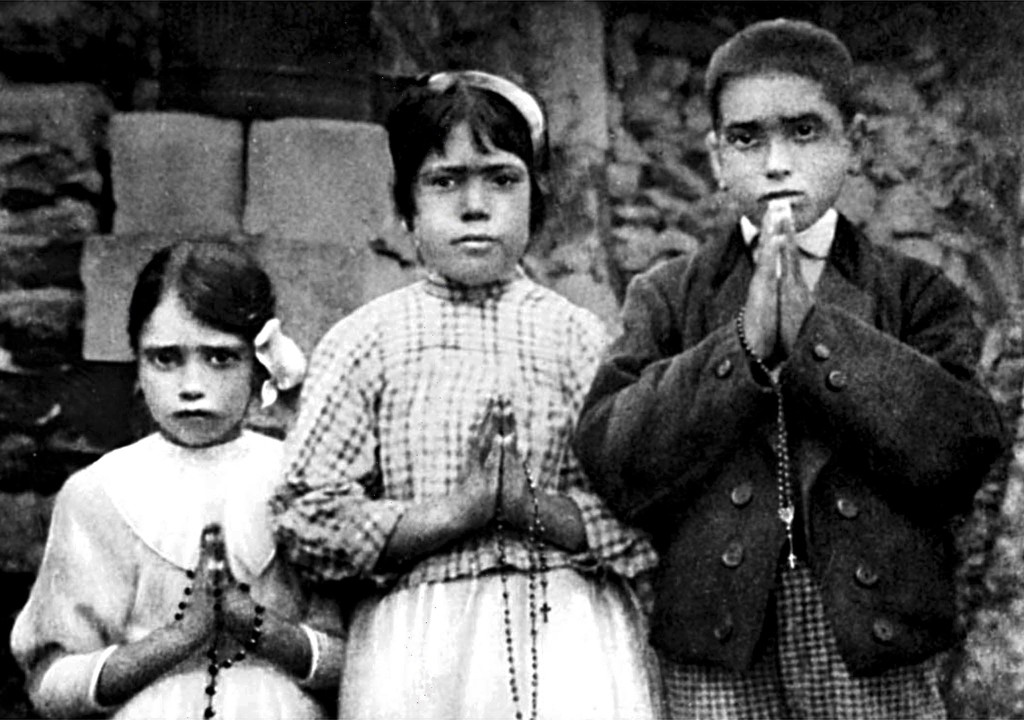
Lucia Santos (Mitte) im Alter von zehn Jahren mit ihrer Cousine Jacinta Marto (7) und ihrem Cousin Francisco Marto (9)

Lúcia de Jesus dos Santos (* 22. März 1907 in Aljustrel, heute Teil von Fátima in Portugal; † 13. Februar 2005 in Coimbra) war eine portugiesische Ordensschwester und Nonne. Sie soll als Kind Zeugin der Marienerscheinungen in Fátima gewesen sein.

## Leben
Gemeinsam mit ihrer Cousine Jacinta Marto und ihrem Cousin Francisco Marto hatte sie vom 13. Mai bis 13. Oktober 1917 im Alter von zehn Jahren sechs Visionen in der Cova da Iria bei Fátima, die als Marienerscheinungen verstanden wurden. Francisco Marto starb 1919 an der Spanischen Grippe, Jacinta 1920. Beide wurden am 13. Mai 2000 von Papst Johannes Paul II. in Fátima selig- und am 13. Mai 2017 von Papst Franziskus in Fátima heiliggesprochen.

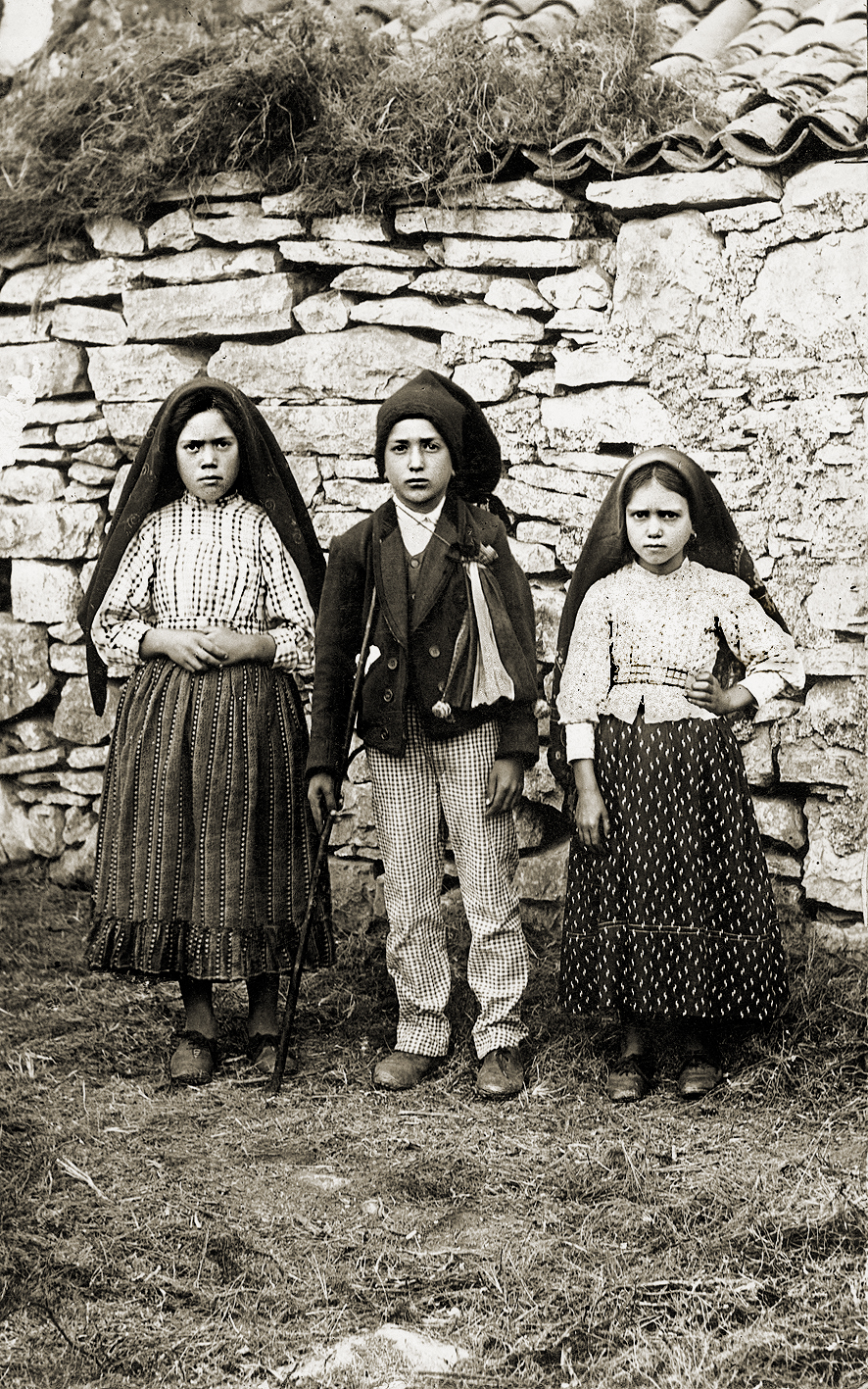
Die drei Hirtenkinder von Fátima (1917): Lúcia (links), Francisco und Jacinta (rechts)

Lúcia trat am 17. Mai 1921 in das Kollegium der Dorotheerinnen von Vilar bei Porto ein, wo sie Lesen und Schreiben lernte. Am 2. Oktober 1926 wurde sie im Kloster von Tuy (Spanien) aufgenommen. Sie erhielt den Ordensnamen Maria das Dores (deutsch: Maria der Schmerzen), legte am 3. Oktober 1928 die zeitliche und am 3. Oktober 1934 die ewige Profess ab. Nach dem Ausbruch des Spanischen Bürgerkrieges wurde sie 1936 in das Colégio do Sardão bei Porto (Portugal) geschickt und kehrte 1946 wieder in das Kloster von Tuy zurück. Mit Erlaubnis von Papst Pius XII. durfte sie am 25. März 1948 in den Karmel von St. Theresa in Coimbra übertreten.
Am 13. Mai 1948 wurde sie dort als Karmelitin eingekleidet und legte am 31. Mai 1949 die feierliche Profess ab. Bei der Einkleidung erhielt sie den Ordensnamen Maria Lucia vom Unbefleckten Herzen.
1941 schrieb sie das sogenannte erste und zweite Geheimnis, 1944 das dritte Geheimnis von Fátima nieder. Die Niederschrift enthält die Botschaften, die den Kindern ihren Angaben zufolge von der Gottesmutter übermittelt wurden.
Gemäß Wegener hatte sie 1936/1937 im Auftrag des ab 1920 für Fátima zuständigen Bischofs von Leiria, José Alves Correia da Silva (1872–1957), erstmals zwei Berichte (80 Seiten in Maschinenschrift) geschrieben, wobei im ersten Bericht Erinnerungen über Jacinta wiedergegeben wurden und im zweiten Lúcia auch über sich selbst berichtete. Vier Jahre später habe sie dann der Bischof mit einer ausführlicheren Niederschrift ihrer Erinnerungen beauftragt. Am 31. August und am 8. Dezember 1941 habe sie dann jeweils einen Bericht (zusammen über 60 Seiten in Maschinenschrift) fertiggestellt. Darin seien dann auch erstmals Erscheinungen eines Engels im Jahr 1916 und die „Geheimnisse der zweiten und dritten Erscheinung der Gottesmutter“ sowie einige Visionen Jacintas genannt worden. Laut Wegener hat der Bischof von Leiria bereits im Frühjahr 1921 das Gelände in der Cova da Iria aufgekauft, wo im Herbst desselben Jahres mit Bauarbeiten der „Basilika Unserer Lieben Frau vom Rosenkranz“ begonnen wurde.
Der Tag des Begräbnisses Sr. Lucias, der 15. Februar 2005, wurde in Portugal zum nationalen Trauertag erklärt. Am 19. Februar 2006 wurde Schwester Lúcia dos Santos von Coimbra nach Fátima überführt und in der Rosenkranzbasilika neben Jacinta und Francisco beigesetzt. An ihrem dritten Todestag 2008 erteilte Papst Benedikt XVI. sein Einverständnis für die Einleitung des Seligsprechungsverfahrens von Lúcia dos Santos und setzte damit eine Regelung des Kirchenrechtes außer Kraft, wonach ein Seligsprechungsverfahren frühestens fünf Jahre nach dem Tod eines Menschen eröffnet werden darf. Papst Franziskus erkannte ihr am 22. Juni 2023 den heroischen Tugendgrad zu.

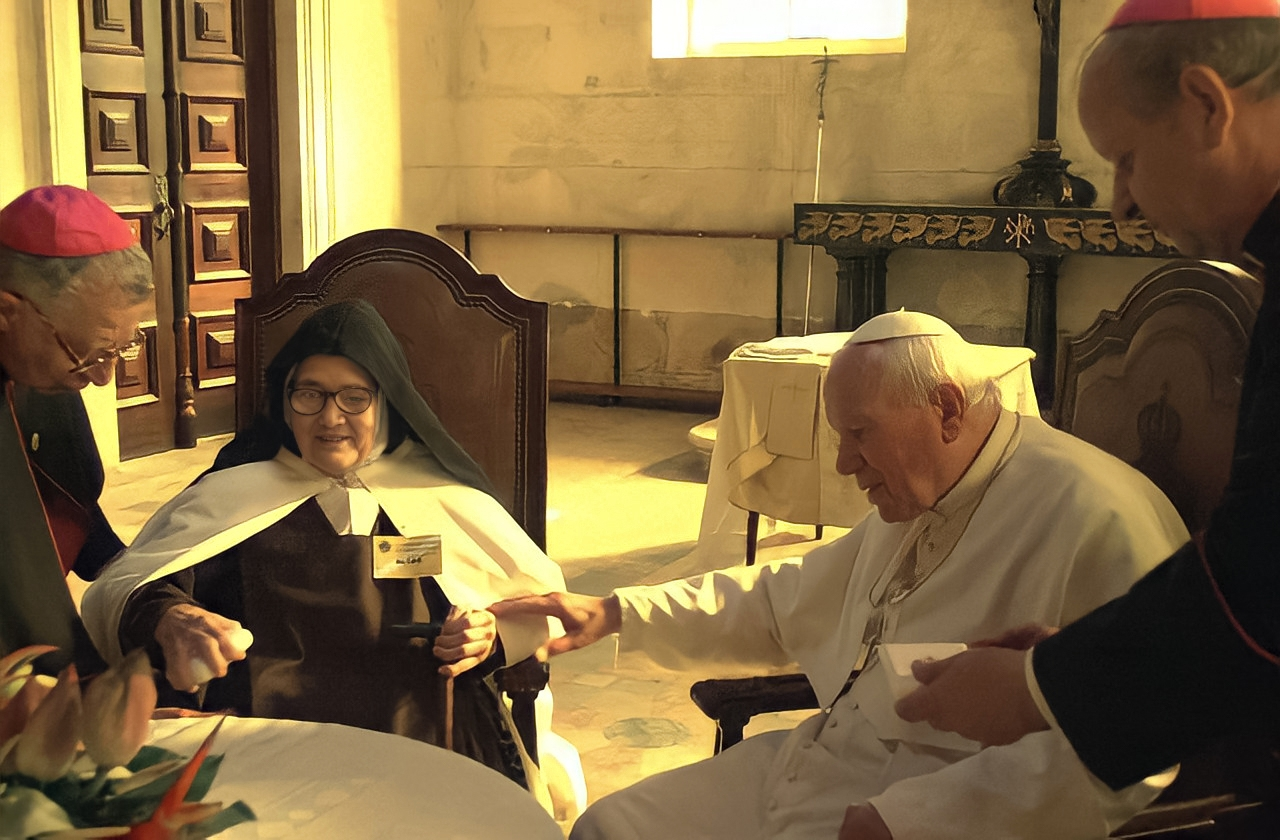
Lucia zusammen mit Papst Johannes Paul II., anlässlich der Kanonisierung der beiden anderen Seherkinder (2000)

## Siehe auch

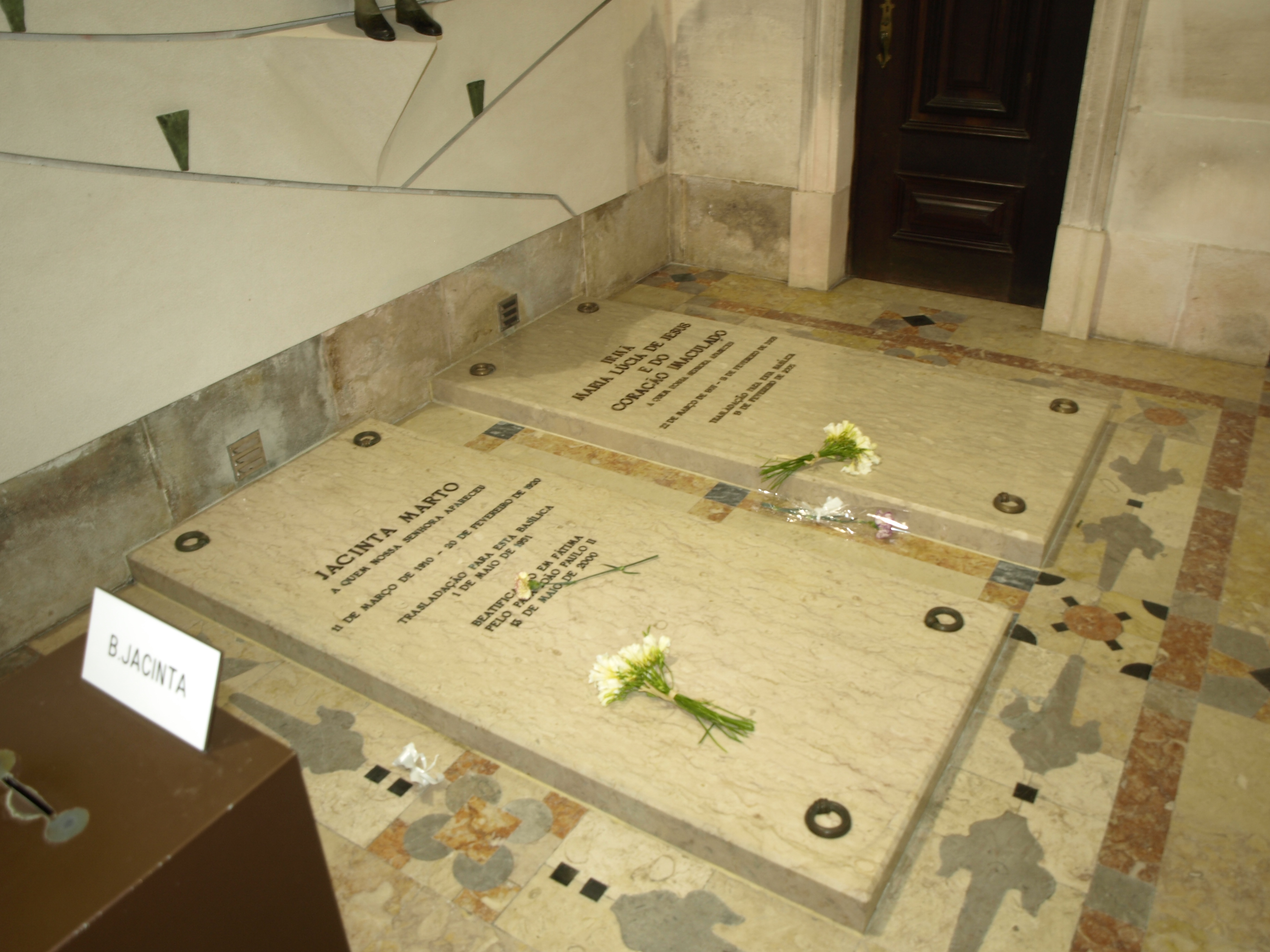
Gräber von Jacinta Marto und Lúcia dos Santos in der Basilika Antiga von Fátima